# (4281) Pounds
(4281) Pounds ist ein Hauptgürtelasteroid, der am 15. Oktober 1985 von Edward L. G. Bowell vom Lowell-Observatorium aus entdeckt wurde.
Der Asteroid wurde nach dem britischen Astrophysiker Kenneth A. Pounds benannt.